# Comte de Ribedieux
 (juillet 2020).
Si vous disposez d'ouvrages ou d'articles de référence ou si vous connaissez des sites web de qualité traitant du thème abordé ici, merci de compléter l'article en donnant les références utiles à sa vérifiabilité et en les liant à la section « Notes et références ».
Comte de Ribadeo (francisé en Ribedieux) est un titre espagnol créé le 22 décembre 1431 par le roi Juan II de Castille en faveur de Rodrigue de Villandrando.
Son nom fait référence à la municipalité espagnole de Ribadeo dans la Province de Lugo en Galice.

## Histoire du comté de Ribadeo
En 1369, la lutte pour le trône entre Pierre Ier de Castille et Henri de Trastamare marque un changement de cap pour Ribadeo, qui, sous protection royale, devient un comté, aux mains d'un Français, Pierre le Bègue de Villaines compagnon de Bertrand du Guesclin dans les supports pour la réalisation du trône par Henri, le recevant en paiement de ses services le 20 décembre 1369.
Le 2 mai 1401, Pierre de Villaines vend le comté à Ruy López Dávalos (es), connétable de Castille, qui devint le second comte de Ribedieux. 
En 1431, Jean II de Castille ayant récupéré le comté, l'accorde dans son ensemble à Rodrigue de Villandrando. Le titre portait par la suite à manger de façon égale avec le roi le jour de l'Épiphanie et portant le costume que le roi avait mis ce jour-là, en raison du fait que le comte avait sauvé le roi de tomber entre les mains de l'infante Don Henri[incompréhensible].
Au début des temps modernes - vers 1500 - Ribadeo apparaît, définitivement, sous le domaine particulier de ses comtes, en ce qui concerne son gouvernement, et du point de vue économique de la ville, il était étroitement lié à l'économie de l'Atlantique, grâce aux exportations de bois en direction de Séville et de Lisbonne, la construction de navires et l'émigration vers Séville et les Indes.

## Comtes de Ribedieux
|                                           | Titulaire                                               | Periode                                   |
| Première création par Jean II de Castille | Première création par Jean II de Castille               | Première création par Jean II de Castille |
| ----------------------------------------- | ------------------------------------------------------- | ----------------------------------------- |
| I                                         | Pierre le Bègue de Villaines                            | 1369-1401                                 |
| II                                        | Ruy López Dávalos (es)                                  | 1401-                                     |
| Seconde création par Jean II de Castille  |                                                         |                                           |
| I                                         | Rodrigue de Villandrando                                | 1431-                                     |
| II                                        | Diego Pérez Sarmiento de Villandrando y Zúñiga          |                                           |
| III                                       | Diego Gómez Sarmiento de Villandrando y Ulloa           |                                           |
| IV                                        | Rodrigo Sarmiento de Villandrando y Pimentel            |                                           |
| V                                         | María Ana Sarmiento de Villandrando y Ulloa             | ? -1595                                   |
| VI                                        | Pedro Sarmiento de Silva y Villandrando                 |                                           |
| VII                                       | Mariana Sarmiento de Villandrando y Ulloa               |                                           |
| VIII                                      | Rodrigo Sarmiento Villandrando de Silva (es)            |                                           |
| IX                                        | Jaime Francisco Sarmiento de Silva (es)                 |                                           |
| X                                         | Tomás Fernández de Híjar                                |                                           |
| XI                                        | Francisco Fernández de Híjar                            |                                           |
| XII                                       | Juana Petronila de Silva y Aragón                       |                                           |
| XIII                                      | Isidro Francisco Fernández de Híjar y Portugal Silva    |                                           |
| XIV                                       | Joaquín Diego de Silva y Moncada                        |                                           |
| XV                                        | Pedro de Alcántara Fernández de Híjar y Abarca de Bolea |                                           |
| XVI                                       | Agustín Pedro de Silva y Palafox                        |                                           |
| XVII                                      | Francisca Javiera de Silva y Fitz-James Stuart          |                                           |
| XVIII                                     | José Rafael de Silva Fernández de Híjar y Portugal      |                                           |
| XIX                                       | Cayetano de Silva y Fernández de Córdoba                |                                           |
| XX                                        | Agustín de Silva y Bernuy                               |                                           |
| XXI                                       | Alfonso de Silva y Campbell                             |                                           |
| XXII                                      | Alfonso de Silva y Fernández de Córdoba                 |                                           |
| XXIII                                     | María del Rosario Cayetana Fitz-James Stuart y Silva    | 1957-2013                                 |
| XXIV                                      | Alfonso Martínez de Irujo y Fitz-Janes Stuart           | 2013-actual titular                       |